# ピエール・ウォメ
ピエール・ヌレンド・ウォメ（Pierre Nlend Womé, 1979年3月26日 - ）は、カメルーン・ドゥアラ出身の元同国代表サッカー選手。現役時代のポジションは、左サイドバック及び左サイドハーフ。

## クラブ経歴
母国のフォガペ・ヤウンデとキャノン・ヤウンデの下部組織を経て、1996年夏にヴィチェンツァ・カルチョでプロキャリアを始め、2002年8月にイングランド1部のフラムFCへ移籍するまでの約7シーズンをイタリアで過ごした。ASローマに移籍金20億リラで加入し、1999年にはボローニャFCへ共同保有・移籍金60億リラで加入。また、ボローニャからローマへフランチェスコ・アントニオーリ, アメデオ・マンゴーネ, アレッサンドロ・リナルディがそれぞれ100億リラ, 130億リラ, 60億リラで移籍した。その後、2000年6月にボローニャは僅か100万リラで買い取った。イングランドのフラムでは、2003年2月のウェスト・ブロムウィッチ・アルビオンFC戦（3-0）で移籍後初得点にして唯一となる得点を挙げた。
フラム退団後はRCDエスパニョール、インテルナツィオナーレ・ミラノでプレーした後、ドイツのヴェルダー・ブレーメンへ移籍した。この結果、欧州の4大リーグ全てでプレーした史上5人目の選手となった（前例はフロリン・ラドチョウ、ゲオルゲ・ポペスク、アベル・シャヴィエル、ヨン・ダール・トマソン）。2008年夏に1.FCケルンに移籍し、2010年6月30日に退団した。
2012年2月24日に母国のコトンスポール・ガルアに加入するも、3月16日にキャノン・ヤウンデに4ヶ月の契約で移籍。母国復帰の理由について、ロナウジーニョがやり直すためブラジルに復帰したのを見て、自身もその思いに駆られたと明かした。

## 代表経歴
2000年に行われたシドニーオリンピック決勝でのPK戦で5人目のキッカーとして成功し、金メダル獲得に貢献した。
2006 FIFAワールドカップ・アフリカ予選の最終節・エジプト戦は、この試合に勝利しなければ2006 FIFAワールドカップ出場を逃すという重要な試合だったが、1-1で迎えたロスタイムにPKを得るもポストに当てて外してしまった。これにサポーターが憤怒し、ヤウンデにあるウォメの自宅が襲われ、愛車ベンツが破壊された。たった1回のPK失敗が大騒動を引き起こした。（詳細についてはヤウンデの悲劇を参照）
それから数日後の記者会見で、"あの場面で会話はなかったが、サミュエル・エトオや主将のリゴベール・ソングですら、あのPKを蹴りたがらなかった。だが、自分はPKキッカーのリストに名を連ねていたから、あそこに向かった"と語り、またサポーターから身の危険を感じていることも明かした。
2007年3月19日に代表引退を表明したが、2009年7月の2010 FIFAワールドカップ・アフリカ予選で復帰。それを最後に暫く遠ざかっていたが、2012年10月に久しぶりに招集された。

## 代表歴

### 出場大会
- カメルーン代表
  - 1998 FIFAワールドカップ
  - 2002 FIFAワールドカップ

### 試合数
- 国際Aマッチ 69試合 1得点（1995年-2013年）[11]

| カメルーン代表 | 国際Aマッチ | 国際Aマッチ |
| 年             | 出場        | 得点        |
| -------------- | ----------- | ----------- |
| 1995           | 6           | 0           |
| 1996           | 4           | 0           |
| 1997           | 10          | 0           |
| 1998           | 12          | 1           |
| 1999           | 0           | 0           |
| 2000           | 7           | 0           |
| 2001           | 5           | 0           |
| 2002           | 12          | 0           |
| 2003           | 3           | 0           |
| 2004           | 2           | 0           |
| 2005           | 4           | 0           |
| 2006           | 0           | 0           |
| 2007           | 0           | 0           |
| 2008           | 0           | 0           |
| 2009           | 2           | 0           |
| 2010           | 0           | 0           |
| 2011           | 0           | 0           |
| 2012           | 1           | 0           |
| 2013           | 1           | 0           |
| 通算           | 69          | 1           |